# Recensement de l'Acadie de 1671
Le recensement de l'Acadie de 1671 est le premier recensement effectué dans la colonie maritime.
Le gouverneur de l’Acadie, Hector d'Andigné de Grandfontaine, le fait effectuer durant les derniers mois de 1670 et les mois de janvier et février 1671. La réalisation en est confiée au père Laurent Moulins (Molins ou Molin), missionnaire cordelier, sous la direction de Hugues Randin, ingénieur français au service du gouverneur général de la Nouvelle-France. Le texte final est destiné à Jean-Baptiste Colbert, contrôleur général des finances de France sous Louis XIV.
La recensement dénombre 392 habitants regroupés à l'intérieur de 70 familles, majoritairement des agriculteurs (laboureurs) et quelques artisans, ainsi que 482 bovins et 524 moutons ; l'établissement principal est Port-Royal ; quelques familles habitent dans la région du Cap de Sable et près du fort Pentagouët ; il relève 62 chefs de famille, 3 célibataires et 5 veuves, portant au total 53 patronymes,.